# Bataille d'Hispaniola
Batailles
La bataille d'Hispaniola est un affrontement naval mineur des derniers mois de la guerre d'indépendance des États-Unis. Deux vaisseaux anglais attaquent un vaisseau et une frégate française. Le vaisseau français résiste, puis fait naufrage le lendemain en s’enfuyant.

## L’engagement
Au mois d’octobre 1782, les grandes opérations navales dans les Antilles sont terminées. Les forces anglaises se sont établies dans leur base de la Jamaïque. Ne pouvant les attaquer, une partie des vaisseaux français et espagnols sont rentrés en Europe en escortant des convois. Certains sont allés poursuivre la guerre en Amérique du Nord (les Français). D’autres se sont repliés à Cuba (les Espagnols). Les Français ne gardent plus dans la région que deux vaisseaux, le Palmier (74 canons) et le Scipion (74), mouillés à Saint-Domingue avec quelques frégates.
Le Scipion, commandé par le chevalier Nicolas Henri de Grimouard escorte jusqu’au large de la côte orientale de Saint-Domingue un gros convoi à destination de la France. Il est accompagné par la frégate la Sibylle (40) du comte de Kergariou Locmaria. Leur mission accomplie, ils s’en reviennent à leur port d’attache lorsqu’ils sont vus le 17 octobre par deux gros vaisseaux anglais, le HMS London (90 canons), capitaine James Kempthorne, et le HMS Torbay (74), capitaine John Gidoin.
Les Anglais engagent la poursuite. Le vent, pas très fort, souffle est-sud-est. Les bâtiments français sont peu à peu rattrapés et la canonnade commence en échangeant des boulets de chasse (côté anglais) contre des boulets de retraite (côté français). Peu à peu le London se rapproche et se met en position, vers 20h30, d’attaquer le Scipion. Mais Grimouard manœuvre pour éviter d’avoir à subir un feu supérieur au sien : il laisse arriver sur l’avant du vaisseau ennemi, lui envoie une bordée à double projectile et revient immédiatement au vent pour éviter une bordée d’enfilade. Cependant, cette arrivée à tellement rapproché les deux vaisseaux que, quand le Scipion vire au lof, il se retrouve bord à bord sur le tribord du London. Un bref combat de mousqueterie s’engage et tourne à l’avantage du Scipion. Le London se dégage, mais le Scipion vient de suite sur bâbord, passe derrière le vaisseau anglais et lui envoie une volée en enfilade puis continue à le canonner sur bâbord.
De son côté, la Sibylle se tient à bonne distance du combat. La frégate n’a pas les moyens d’affronter les vaisseaux anglais, mais elle peut fuir grâce à sa vitesse supérieure. Kergariou Locmaria fait cependant baisser son allure pour que le Torbay se lance à sa poursuite. Mais John Gidoin ne se laisse pas prendre par cette manœuvre et préfère se diriger vers le lieu du combat. Lorsqu’il arrive, le London ne tire plus. Il vient de perdre sa vergue de petit hunier et sa voilure est désemparée. Dans l’obscurité, le commandant du Torbay ne le reconnait pas et lui tire dessus. Revenu de son erreur il tourne alors ses canons sur le Scipion qui est en train de prendre la fuite.
Grimouard est blessé, mais il a résisté à un adversaire plus puissant qui lui et lui a infligé de sérieux dommages. Cependant, il n’a pas l’intention de reprendre un combat qu’il devrait maintenant mener à un contre deux. Il est 22h30 environ. Grimouard échange encore quelques bordées avec le Torbay qui reste au côté du London puis s’enfuit vers Saint-Domingue.
Mais les Anglais ne lâchent pas prise. Lorsque les principales avaries du London sont réparées, ils reprennent la poursuite en pleine nuit. À l’aube, le Scipion entre dans la baie de Samaná où il espère se mettre à l’abri. Au moment où il va laisser tomber son ancre dans le Port-à-l’Anglais, il heurte une roche qui n’est référencée sur aucune carte. Le vaisseau coule sur place. La Sibylle, qui ne peut espérer porter secours au Scipion en affrontant deux vaisseaux n’entre pas dans la baie. Kergariou Locmaria fait route vers le Cap-Français et y entre sans faire d’autre rencontre.

## Les suites de l’affaire
L’équipage échappe à la noyade, mais il est capturé. Le combat a fait 15 morts et 46 blessés sur le Scipion ; 11 morts (dont deux officiers) et 72 blessés sur le Namur. Cet affrontement intervient à quelques mois de la fin des hostilités sans rien changer au cours de la guerre qui est déjà jouée depuis les victoires Franco-américaines de la Chesapeake et de Yorktown l’année précédente. Il démontre cependant l’intensité de l’activité navale hors des grandes escadres (et des grandes batailles) et fait partie des multiples engagements mineurs que connait ce conflit extrêmement long qu’est la guerre d’Indépendance américaine, et ce jusque dans ses dernières semaines. L’épave du Scipion a été localisée en mai 1977.

## Sources et bibliographie
: document utilisé comme source pour la rédaction de cet article.
- (en) Joseph Allen, Battles of the British Navy, Londres, Henry Bohn, 1852 (lire en ligne), p. 349–350.
- Michel Vergé-Franceschi (dir.), Dictionnaire d'Histoire maritime, éditions Robert Laffont, coll. « Bouquins », 2002
- Étienne Taillemite, Dictionnaire des marins français, Paris, Tallandier, coll. « Dictionnaires », octobre 2002, 537 p. [détail de l’édition] (ISBN 978-2847340082)
- Jean Meyer et Martine Acerra, Histoire de la marine française : des origines à nos jours, Rennes, Ouest-France, 1994, 427 p. [détail de l’édition] (ISBN 2-7373-1129-2, BNF 35734655)
- Patrick Villiers, La France sur mer : De Louis XIII à Napoléon Ier, Paris, Fayard, coll. « Pluriel », 2015, 286 p. (ISBN 978-2-8185-0437-6)
- Rémi Monaque, Une histoire de la marine de guerre française, Paris, éditions Perrin, 2016, 526 p. (ISBN 978-2-262-03715-4)
- Onésime Troude, Batailles navales de la France, t. 2, Paris, Challamel aîné, 1867, 469 p. (lire en ligne).
- Georges Lacour-Gayet, La marine militaire de France sous le règne de Louis XVI, Paris, éditions Honoré Champion, 1905 (lire en ligne).